# Quality Chess
Quality Chess UK Ltd (connu sous le nom de Quality Chess) est une société d'édition de livres d'échecs, fondée en 2004 par le Maître international Ari Ziegler et les Grands maîtres internationaux Jacob Aagaard et John Shaw. Elle est basée à Glasgow (Écosse).
La société annonce se concentrer sur la qualité des publications plutôt que sur la quantité de livres. Par exemple, la collection Grandmaster Repertoire est une série de livres basés sur les lignes principales, écrits par de forts grands maîtres, dont l'objectif est de fournir au lecteur un répertoire complet à un niveau suffisant pour les tournois d'élite. Se détachent aussi les séries de livres de formation "Beyond The Basics" et "Mastery" écrits par Arthur Youssoupov.